# FC Nizhny Novgorod
FC Nizhny Novgorod (tiếng Nga: ФК «Нижний Новгород») là một câu lạc bộ bóng đá có trụ sở ở Nizhny Novgorod, Nga. Hiện tại đang thi đấu ở giải Giải Bóng đá Ngoại hạng Nga.

## Tên gọi
Câu lạc bộ đã được biết đến với các tên khác nhau:
- 2015–2016: FC Volga-Olimpiyets Nizhny Novgorod
- 2016–2018: FC Olimpiyets Nizhny Novgorod
- 2018–hiện nay: FC Nizhny Novgorod

## Kỷ lục câu lạc bộ
Chiến thắng đậm nhất
- FC Olimpiyets Nizhny Novgorod 7–0 FC Dynamo Kirov (ngày 9 tháng 9 năm 2016)

Thắng bại đậm nhất
- FC Nosta Novotroitsk 4–0 FC Volga-Olimpiyets Nizhny Novgorod (ngày 13 tháng 5 năm 2016)
- FC Shinnik Yaroslavl 4–0 FC Olimpiyets Nizhny Novgorod (ngày 25 tháng 10 năm 2017)

## Đội hình hiện tại
Tính đến 17 tháng 3 năm 2022, theo RPL website Lưu trữ ngày 4 tháng 5 năm 2022 tại Wayback Machine.

Ghi chú: Quốc kỳ chỉ đội tuyển quốc gia được xác định rõ trong điều lệ tư cách FIFA. Các cầu thủ có thể giữ hơn một quốc tịch ngoài FIFA.
| Số | VT | Quốc gia   | Cầu thủ                                        |
| -- | -- | ---------- | ---------------------------------------------- |
| 1  | TM | Nga        | Artur Anisimov                                 |
| 2  | HV | Nga        | Viktor Aleksandrov (Mượn từ Rubin Kazan)       |
| 4  | HV | Hungary    | Ákos Kecskés                                   |
| 5  | HV | Argentina  | Lucas Masoero                                  |
| 6  | HV | Uzbekistan | Ibrokhimkhalil Yuldoshev                       |
| 7  | TĐ | Canada     | Richie Ennin (Mượn từ Spartaks Jūrmala)        |
| 13 | TM | Nga        | Nikita Goylo (Mượn từ Zenit St. Petersburg)    |
| 14 | TV | Nga        | Kirill Kravtsov (Mượn từ Zenit St. Petersburg) |
| 15 | HV | Serbia     | Ivan Miladinović (Mượn từ Sochi)               |
| 17 | TV | Nga        | Igor Gorbunov                                  |
| 22 | HV | Nga        | Nikita Kakkoyev                                |
| 23 | HV | Nga        | Daniil Penchikov                               |

| Số | VT | Quốc gia | Cầu thủ                                   |
| -- | -- | -------- | ----------------------------------------- |
| 24 | HV | Nga      | Kirill Gotsuk                             |
| 25 | TM | Nga      | Artur Nigmatullin                         |
| 27 | TĐ | Angola   | Felício Milson                            |
| 31 | TV | Nga      | Denis Tkachuk                             |
| 34 | HV | Nga      | Aleksei Kozlov                            |
| 37 | TV | Nga      | Albert Sharipov                           |
| 77 | TV | Nga      | Pavel Karasyov                            |
| 78 | TV | Nga      | Nikolay Kalinsky                          |
| 88 | TV | Nga      | Ilya Berkovsky (Mượn từ Lokomotiv Moscow) |
| 89 | HV | Nga      | Dmitry Stotsky                            |
| 93 | TĐ | Nga      | Timur Suleymanov                          |

### Cho Mượn
Ghi chú: Quốc kỳ chỉ đội tuyển quốc gia được xác định rõ trong điều lệ tư cách FIFA. Các cầu thủ có thể giữ hơn một quốc tịch ngoài FIFA.
| Số | VT | Quốc gia | Cầu thủ                                |
| -- | -- | -------- | -------------------------------------- |
| —  | TV | Na Uy    | Lars Olden Larsen (tại BK Häcken)      |
| —  | TV | Nga      | Aleksandr Sapeta (tại Kuban Krasnodar) |

| Số | VT | Quốc gia | Cầu thủ                      |
| -- | -- | -------- | ---------------------------- |
| —  | TĐ | Belarus  | Aleksandr Shestyuk (tại RFS) |